# Macrocyphon singularis
Macrocyphon singularis es una especie de coleóptero de la familia Scirtidae.

## Distribución geográfica
Habita en Sumatra (Indonesia).